# La regina della casa
La regina della casa è un romanzo della scrittrice inglese Sophie Kinsella appartenente al cosiddetto genere "chick lit". Il romanzo non fa parte della serie "I love shopping...".

## Trama
Samantha Sweeting, un affermato avvocato di Londra, sta per diventare socio anziano del suo studio legale. Proprio il giorno della sua nomina viene licenziata, per la mancata spedizione di una pratica riguardante un prestito per una società in bancarotta.
Samantha fugge, diretta chissà dove: in preda al panico e al mal di testa comincia a camminare e arriva nei pressi di una villa. Suona per chiedere un'aspirina e i padroni di casa la scambiano per la governante mandata da un'agenzia.
Samantha accetta il posto, convinta di sapersela cavare. La ragazza ha un Q.I. di 158 ma non ha idea di come si cucini o di come si debba pulire una casa.
Qui però, dopo una serie di esilaranti disavventure, incontra Nathaniel, il giardiniere della famiglia, che decide di aiutarla mandandola a lezione di cucina e pulizie dalla madre.
I due ragazzi, intanto, vivono un'intensa storia d'amore.
Quasi per caso, Samantha riesce infine a sgominare la truffa messa in atto da un suo collega per farla licenziare. Dopo aver risolto il "mistero" a Samantha viene riofferta la possibilità di diventare socia.
Dopo una serie di tentennamenti che le faranno quasi perdere il suo ragazzo (che disapprova totalmente gli avvocati), decide di mollare tutto per una vita più tranquilla insieme a lui.

## Edizioni
- Sophie Kinsella, La regina della casa, traduzione di trad. di Annamaria Raffo, Oscar Bestsellers, Arnoldo Mondadori Editore, 2007, ISBN 978-88-04-56386-0.

- Sophie Kinsella, La regina della casa, traduzione di trad. di Annamaria Raffo, i Miti, Arnoldo Mondadori Editore, 2005, ISBN 978-88-04-55625-1.

- Sophie Kinsella, La regina della casa, traduzione di trad. di Annamaria Raffo, Omnibus, Arnoldo Mondadori Editore, 2005, ISBN 978-88-04-54883-6.